# Sciotettix
Sciotettix is een geslacht van rechtvleugeligen uit de familie doornsprinkhanen (Tetrigidae). De wetenschappelijke naam van dit geslacht is voor het eerst geldig gepubliceerd in 2001 door Ichikawa.

## Soorten
Het geslacht Sciotettix  is monotypisch en omvat slechts de volgende soort:
- Sciotettix sakishimensis (Ichikawa, 1997)